# Zone importante pour la conservation des oiseaux dans les Franklin Sound Islands

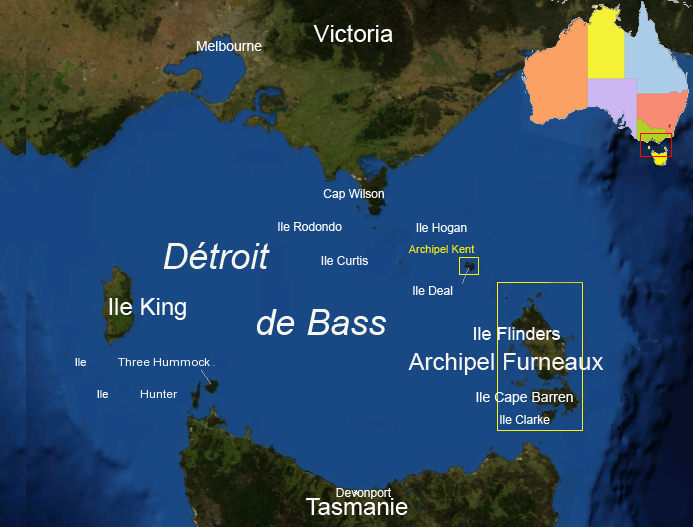
Détroit de Bass.

Franklin Sound Islands.

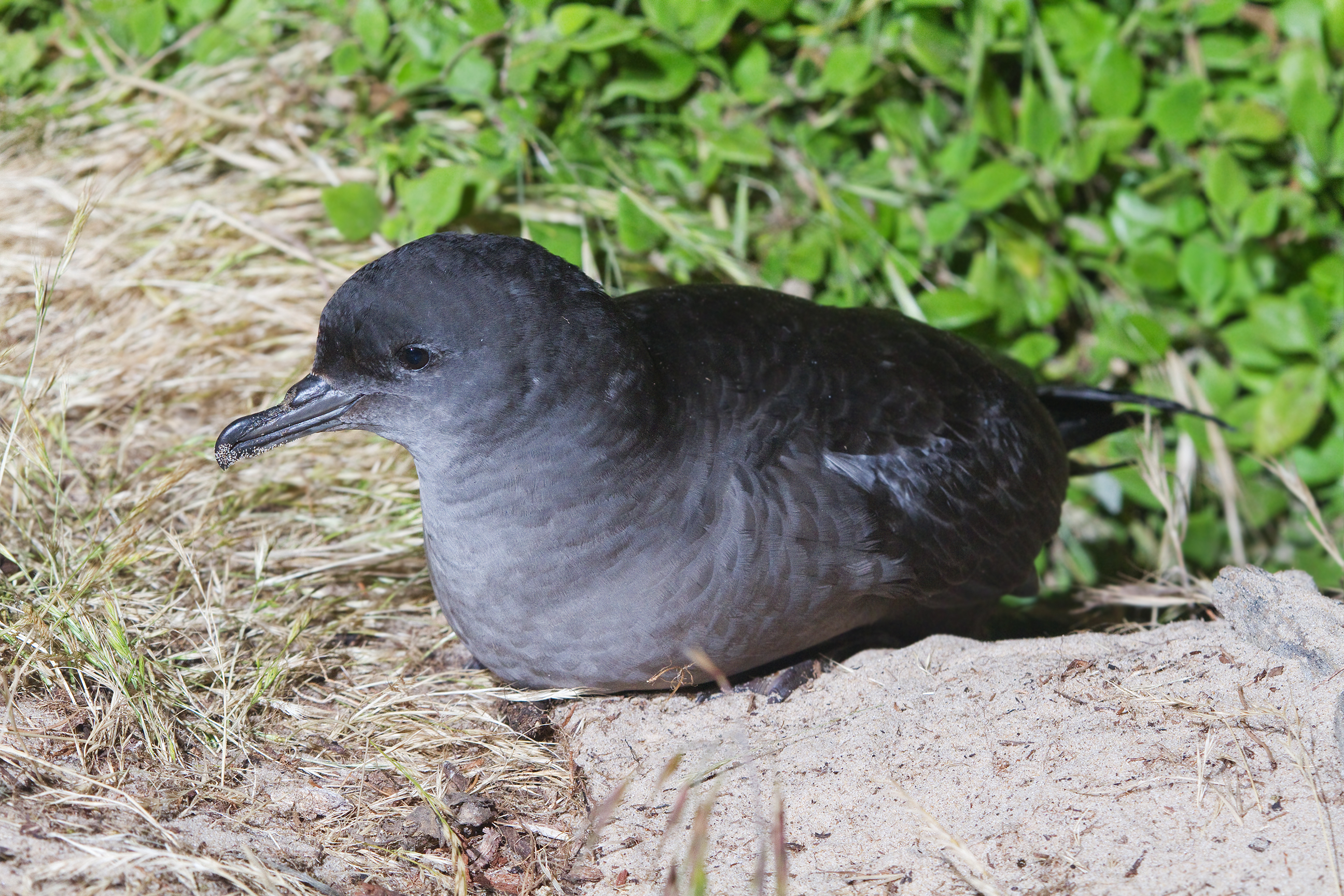
Les îles de la IBA (Important Bird Aera) abritent plus de 1,3 million de terriers où niche le Puffin à bec grêle

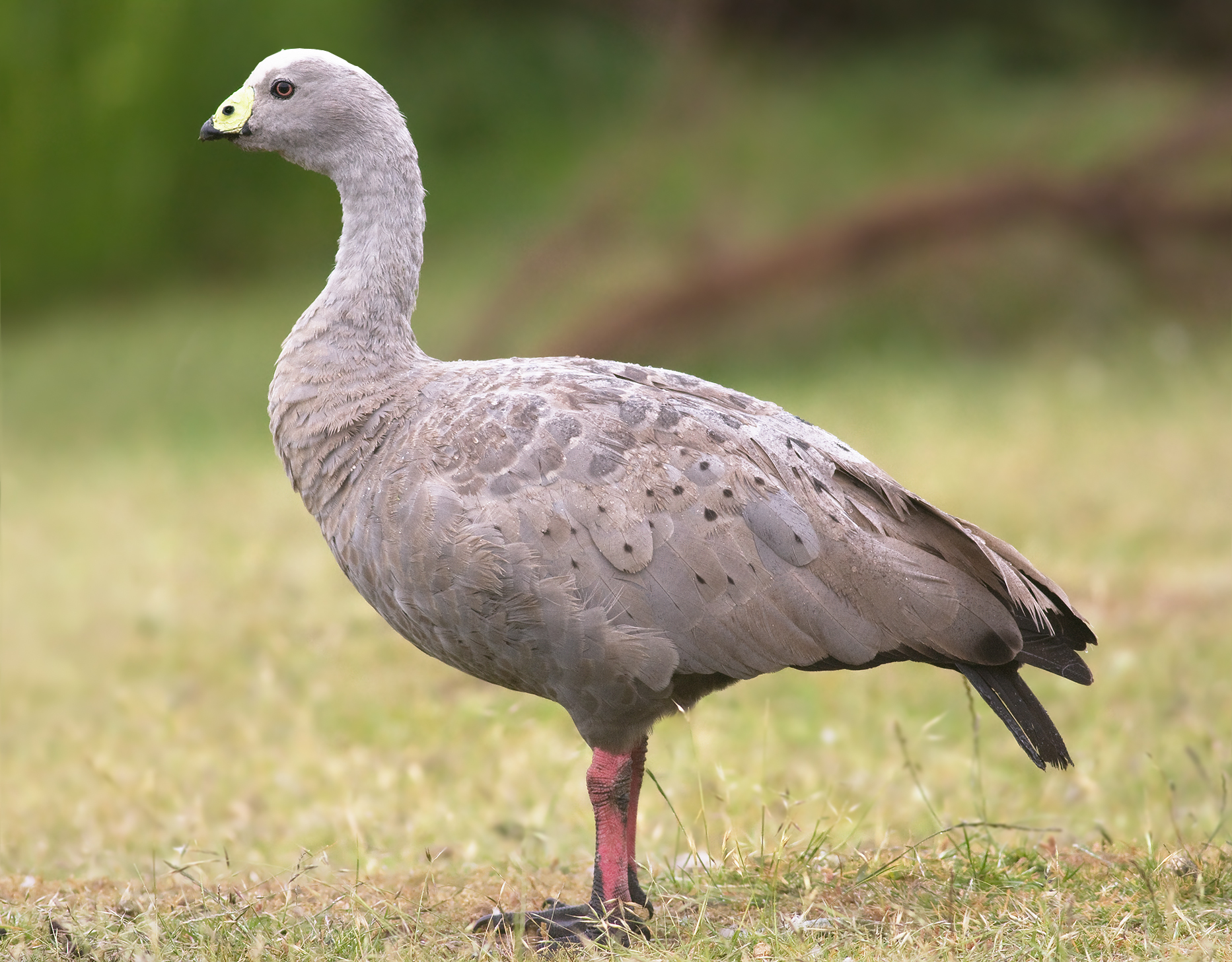
Céréopse cendré.

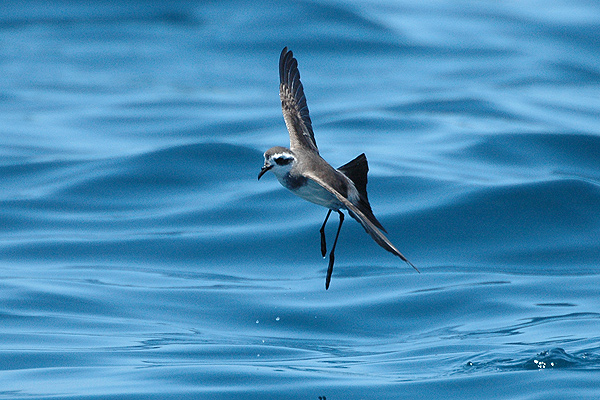
Océanite frégate

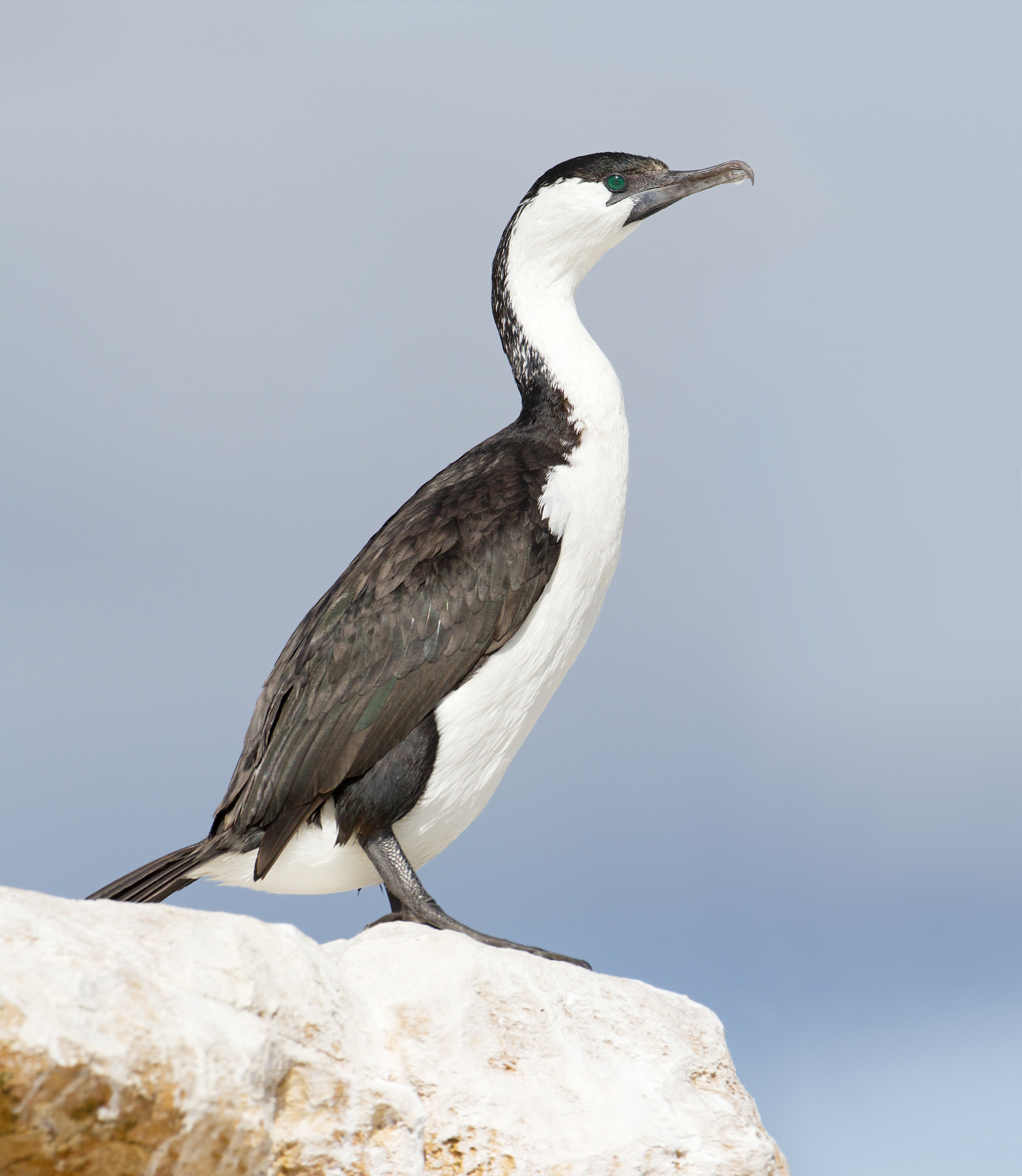
Cormoran de Tasmanie

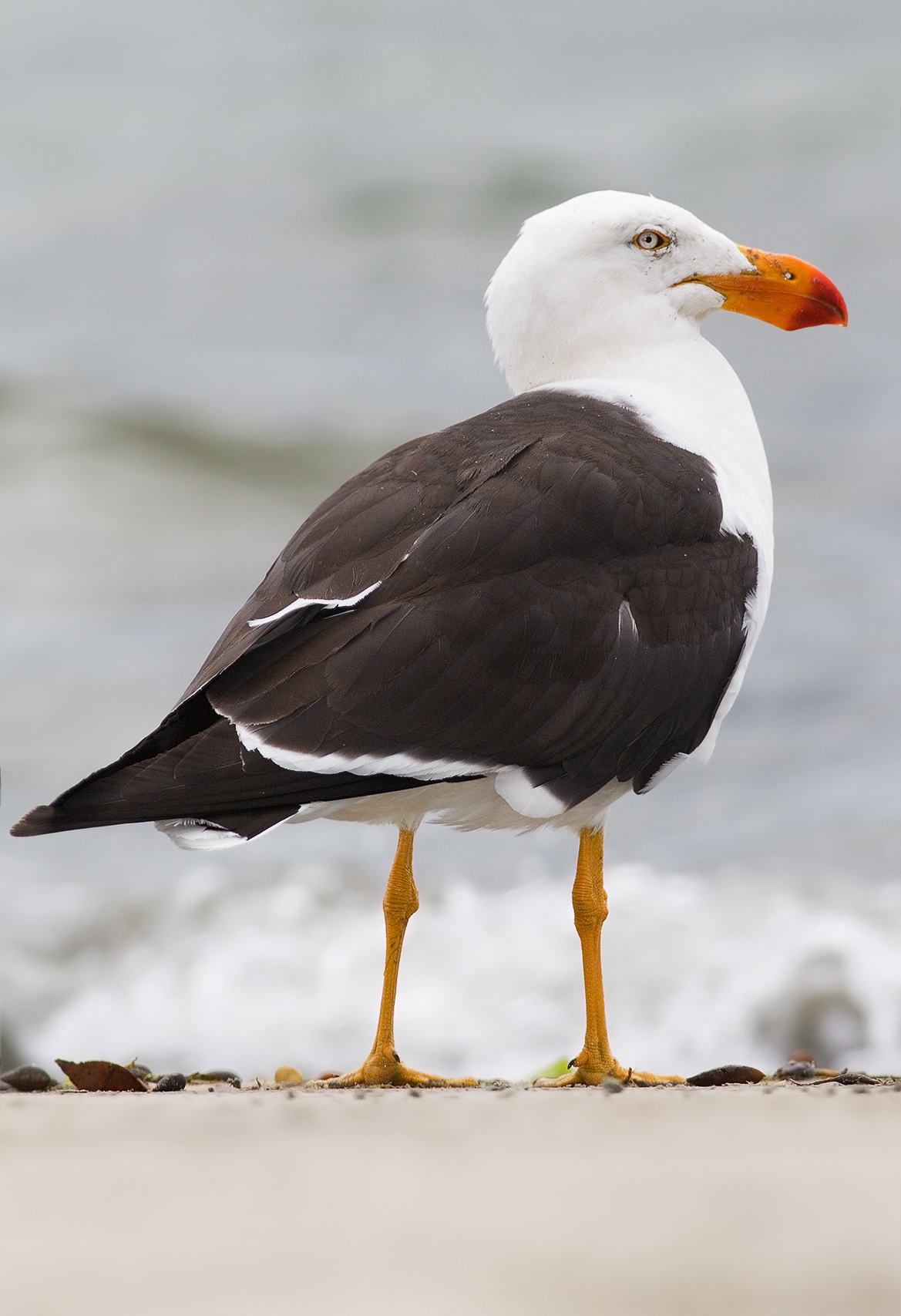
Goéland austral.

La Zone importante pour la conservation des oiseaux dans les Franklin Sound Islands  (en anglais : Franklin Sound Islands Important Bird Area) comprend plusieurs petites îles qui constituent une zone totale de  1 725 ha, situées dans le Franklin Sound entre la plus grande des îles Flinders au nord et Cape Barren Island au sud, dans l'archipel Furneaux, en Tasmanie, Australie.
Les îles ont été reconnues par BirdLife International comme une Zone importante pour la conservation des oiseaux (ZICO en français, IBA en anglais pour Important Bird Area) parce qu'elles abritent plus de 1 % de la population mondiale  de Céréopse cendré, Puffin à bec grêle, Océanite frégate, Cormoran de Tasmanie, Huîtrier fuligineux et Goéland austral.

## Géographie
Les îles de Franklin Sound  IBA comprennent :
L'archipel de Vansittart
- Vansittart Island
- Ram Island
- Pelican Island

L'archipel de Dog Island
- Little Dog Island
- Great Dog Island
- Briggs Islet
- Little Green Island
- Spences Reefs

L'archipel de Tin Kettle
- Anderson Island
- Little Anderson Island
- Mid Woody Islet
- Tin Kettle Island
- Oyster Rocks
- Neds Reef

L'archipel de Long Island
- Long Island

## Avifaune
Cette zone comporte des espèces remarquables : Céréopse cendré (0 à 473 couples selon les années), Puffin à bec grêle (0 à 1 322 000 couples), Océanite frégate (0 à 19 000 couples), Cormoran de Tasmanie (247 individus), Huîtrier noir (0 à 74 couples), Goéland austral (0 à 51 couples) et Miro embrasé.